# Ville e castelli d'Italia
Ville e castelli d'Italia (in inglese: Italian Castles and Country Seats) è un lungo resoconto in forma epistolare del viaggio in Italia di Tryphosa Bates-Batcheller, pubblicato per la prima volta a New York, nel 1911, per Longmans, Green & Co. L'edizione italiana, per i tipi di Longanesi, è del 1980.
L'autrice, un'esponente dell'alta borghesia americana che si distinse anche come mediocre cantante lirica, vi narra con minuzia le tappe del suo viaggio, intrapreso con il marito Francis Batcheller, dalla Valle d'Aosta fino alla Sicilia, lungo tutta la penisola, durante il quale ebbe modo di incontrare un enorme numero di esponenti dell'aristocrazia italiana, a cominciare dalla regina madre Margherita di Savoia. La cronaca è in effetti costruita con il chiaro intento di esibire il maggior numero di conoscenze possibile presso la nobiltà italiana e accrescere quindi il prestigio sociale dell'autrice.